# トマス・ライダー (庶民院議員)
トマス・ライダー（英語: Thomas Ryder、1731年頃 – 1812年11月2日）は、イギリスの庶民院議員。王座裁判所主席裁判官ダドリー・ライダーは異母兄にあたる。

## 生涯
リチャード・ライダー（Richard Ryder）とアン・ロマックス（Anne Lomax、トマス・ロマックスの娘）の息子として、1731年頃にロンドンで生まれた。1749年11月20日にリンカーン法曹院に入学、1751年10月8日にケンブリッジ大学クレア・カレッジに入学した後、1757年に弁護士資格免許を取得した。
1755年にティヴァートン選挙区選出の庶民院議員第4代準男爵サー・ウィリアム・ヨングが死去すると、与党の支持を受けてライダー家の候補が当選する運びとなったが（トマスの兄ダドリーは与党の支持を受けてティヴァートン選挙区での影響力を増やした）、本命のナサニエル・ライダーが未成年だったためトマスが穴埋めとして出馬、当選を果たした。翌年にナサニエルが成人すると、トマスは辞任して議席をナサニエルに譲った。
1812年11月2日にハートフォードシャーのボヴィンドンで死去、同地で埋葬された。生涯未婚だった。